# Piriac-sur-Mer
Piriac-sur-Mer is een gemeente in het Franse departement Loire-Atlantique (regio Pays de la Loire). De plaats maakt deel uit van het arrondissement Saint-Nazaire. Piriac-sur-Mer telde op 1 januari 2022 2.663 inwoners.

## Geografie
De oppervlakte van Piriac-sur-Mer bedroeg op 1 januari 2022 12,37 vierkante kilometer; de bevolkingsdichtheid was toen 215,3 inwoners per km².

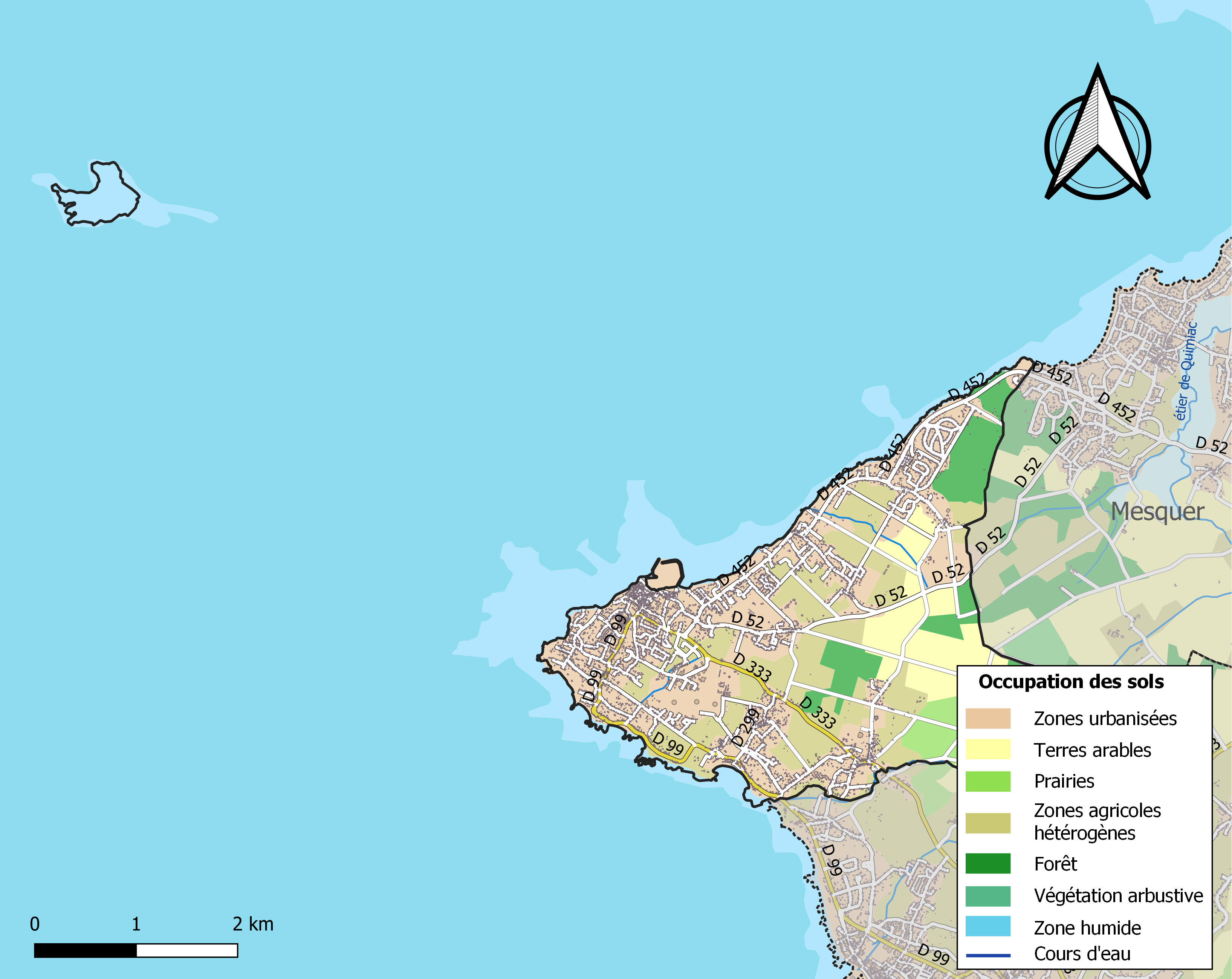
Kaart van de gemeente met de belangrijkste infrastructuur, bodemgebruik en omliggende gemeenten

## Demografie
Onderstaande figuur toont het verloop van het inwonertal (bron: INSEE-tellingen).